# Polythore spaeteri
Polythore spaeteri – gatunek ważki z rodziny Polythoridae.